# Castiglione dei Pepoli
Castiglione dei Pepoli é uma comuna italiana da região da Emília-Romanha, província de Bolonha, com cerca de 5.872 habitantes. Estende-se por uma área de 65 km², tendo uma densidade populacional de 90 hab/km². Faz fronteira com Barberino di Mugello (FI), Camugnano, Firenzuola (FI), Grizzana Morandi, San Benedetto Val di Sambro, Vernio (PO).

## Demografia
| Variação demográfica do município entre 1861 e 2011                               |
|                                                                                   |
| Fonte: Istituto Nazionale di Statistica (ISTAT) - Elaboração gráfica da Wikipedia |